# بين لورانس
بين لورانس (بالإنجليزية: Ben Lawrence)‏ هو لاعب كرة قدم أمريكية أمريكي، ولد في 19 سبتمبر 1961 في سبارتا في الولايات المتحدة.